# Normand Rousseau
Pour les articles homonymes, voir Rousseau.
Œuvres principales
La Bible Immorale
Normand Rousseau est un romancier, nouvelliste et biographe canadien, né à Plessisville, Québec, le 7 juillet 1939.

## Biographie
Normand Rousseau obtient une maîtrise en sciences bibliques et une maîtrise en lettres de l'université d'Ottawa. Il est professeur au cours classique puis devient expert-coopérant à l'Agence canadienne de développement international au Maroc. Il a terminé sa carrière comme réviseur scientifique au ministère de l'Agriculture 

## Œuvres

### Romans et nouvelles
- Les pantins, Paris, 1973.
- La tourbière, Ottawa, La Presse, 1975, 174 p. ; réédition en 1982.
- À l'ombre des tableaux noirs, Montréal, Pierre Tisseyre, 1977, 254 p.
- Les jardins secrets, Montréal, Pierre Tisseyre, 1979, 254 p.[3]
- Le Déluge blanc, Montréal, Leméac, 1981, 219 p. (collection Roman Québécois)[4].
- Dans la démesure du possible, Montréal, Pierre Tisseyre, 1983, 255 p.[5],[6].
- Le Grand dérangement, Montréal, Les éditions internationales Alain Stanké, 1984, 450 p.[7].

### Biographie
- Réal Caouette, Montréal, Les Éditions Héritage, 1976, 196 p. ; en collaboration avec Jean-Guy Chaussé et Judith Richard.

### Essais
- La Bible immorale, Saint-Zénon, Louise Courteau Éditrice, 2006, 567 p.   (ISBN 2-89239-284-5)[8].
- L'histoire criminelle des Anglo-Saxons, Saint-Zénon, Louise Courteau Éditrice, 2008, 414 p.  (ISBN 978-2-89239-295-1), lire en ligne[9].
- La Bible démasquée : incohérences et contradictions, Saint-Zénon, Louise Courteau Éditrice, , 2010.
- Le Procès de la Bible, Saint-Zénon, Louise Courteau Éditrice, 2011.
- La bombe, éditions Bénévent
- Les assassaints et les assassaintes, Lévis, Fondation littéraire Fleur de lys, 2015, 560 p.  (ISBN 978-2-89612-477-0)[10],[11],[12].
- La laïcité, une grande invention, Lévis, Fondation littéraire Fleur de lys, 2015
- Monsieur Jésus, Fondation littéraire Fleur de lys, 2016.
- Le livre noir de l'Église catholique au Québec, Fondation littéraire Fleur de lys, 2016.

## Honneurs
- 1977 - Prix Jean-Béraud-Molson, À l'ombre des tableaux noirs[13]
- 1979 - Prix du Cercle du livre de France, Les Jardins secrets[14].